# Vera White
Vera White was een actrice uit Australië. Vera White trouwde in 1913 met Joe White, waarmee ze een acrobatische dans-act uitvoerde, samen met hun hond Tex. In 1922 vroeg ze een echtscheiding aan vanwege vermeende mishandeling. Als actrice speelde ze voornamelijk in Hal Roach-producties.